# Рюриков, Борис Сергеевич
Борис Сергеевич Рюриков (20 марта 1909 — 21 мая 1969) — советский литературный функционер, журналист, главный редактор «Литературной газеты» (1953—1955) и журнала «Иностранная литература» (1963—1969).

## Биография

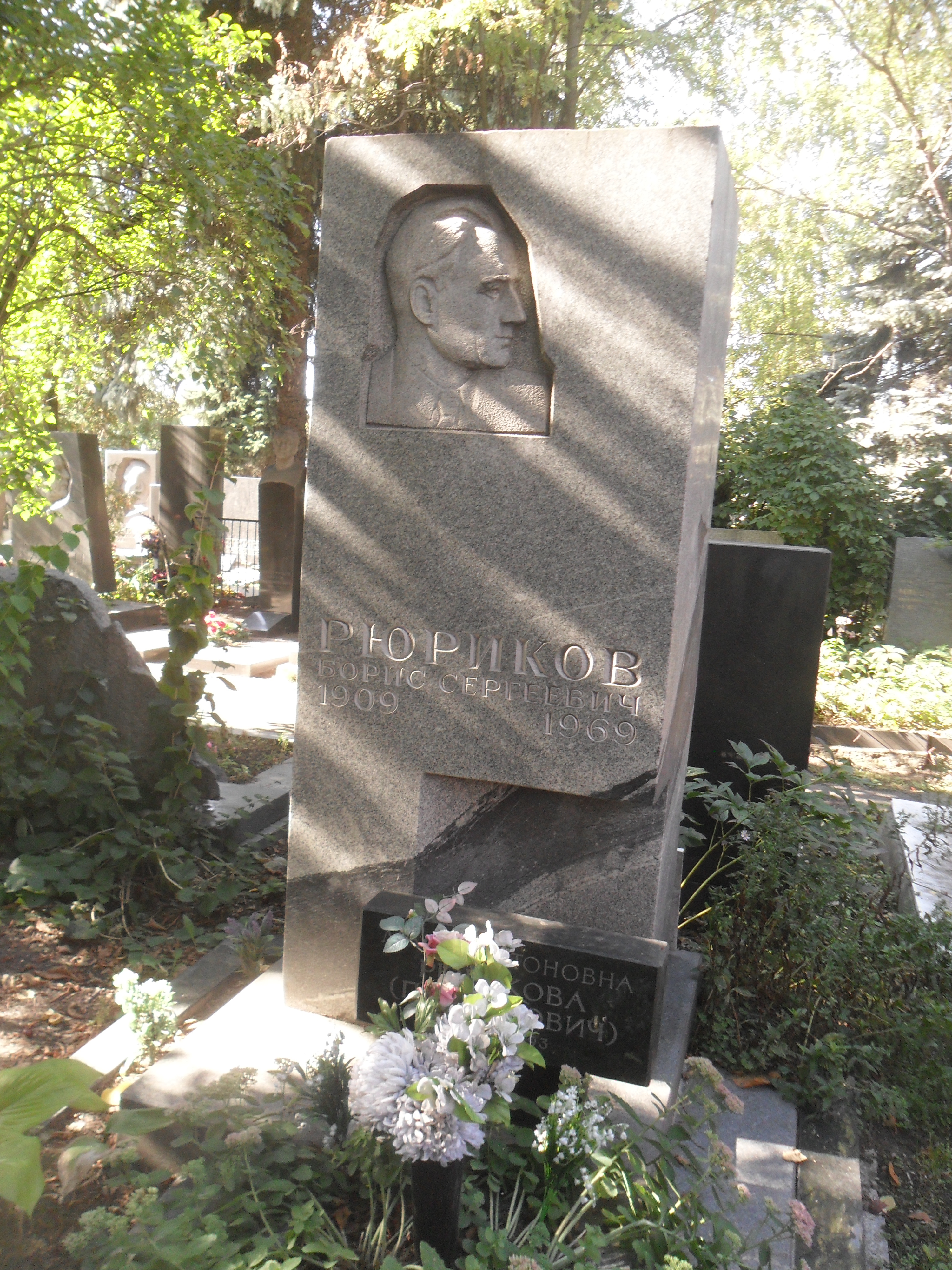
Могила Рюрикова на Новодевичьем кладбище Москвы.

Борис Рюриков был внебрачным ребёнком политэмигрантки Ю. И. Рюриковой от писателя С. Т. Семёнова, который не принимал участия в судьбе сына. В 1912 году с матерью вернулся в Россию, до 1917 года жил в селе Чернухе Арзамасского уезда, затем в Арзамасе, с 1918 года в Нижнем Новгороде. В 1925 году окончил школу и поступил в педагогический институт, но проучился менее года. В 1926—1928 и 1929—1930 годах — заведующий отделом редакции комсомольской газеты «Молодая рать», в 1928—1929 годах — секретарь редакции журнала «Труд и быт». В 1931 году мобилизован на Сталинградский тракторный завод, где был секретарём комсомольской ячейки в цеху, совмещая это с работой у станка в качестве прессовщика, электросварщика. В 1931—1932 годах служил в РККА, после чего вернулся в Нижний Новгород и поступил в аспирантуру. В 1932 году вступил в ВКП(б). В 1933 году крайком ВКП(б) снял его с учёбы и назначил редактором районной газеты в Кстово. В 1934—1935 годах — заместитель ответственного редактора журнала «Натиск». С 1936 года — заведующий отделом редакции газеты «Горьковская коммуна», затем лектор обкома ВКП(б). В 1941—1946 годах — в военной печати.
С 29 июля 1946 года — консультант Управления пропаганды и агитации ЦК ВКП(б), с 16 января 1948 года — заместитель заведующего отделом Управления пропаганды и агитации ЦК ВКП(б), с 30 июля 1948 года — заведующий сектором искусства отдела пропаганды и агитации ЦК ВКП(б).
14 марта 1949 года был освобожден от работы в аппарате ЦК ВКП(б) «за покровительство антипатриотической группе театральных критиков».
С 2 марта 1950 года — ответственный секретарь, с 18 мая 1950 года — заместитель главного редактора «Литературной газеты». В 1953—1955 годах — главный редактор «Литературной газеты».
В 1955—1958 годах — заместитель заведующего отделом культуры ЦК КПСС.
1958—1961 годах — заведующий отделом науки и культуры журнала «Проблемы мира и социализма».
В 1963—1969 годах — главный редактор журнала «Иностранная литература».
Жил в Москве в районе Песчаных улиц (адрес на 1954 год — Новопесчаная улица, корпус 63)
Умер в 1969 году. Похоронен на Новодевичьем кладбище.

### Семья
- отец — Сергей Терентьевич Семёнов (1868—1922), писатель.
- мать — Юлия Ивановна Рюрикова (1885—1957), земский врач, член РСДРП с 1903 года, после революции на партийно-хозяйственной работе.
- жена — Мария Антоновна Рюрикова (Прокопович) (1912—1993), актриса Московского театра Ленинского комсомола, заслуженная артистка РСФСР.
- сын — Юрий Борисович Рюриков (1929—2009) писатель, литературный критик, социолог.
- сын — Дмитрий Борисович Рюриков (род. 1947 году), дипломат.

## Награды
- орден Ленина (28.10.1967)
- орден Отечественной войны 1-й степени (02.08.1944)
- орден Отечественной войны 2-й степени (28.05.1945)
- 2 ордена Красной Звезды (01.03.1943; 04.03.1943)
- медаль «За боевые заслуги» (08.11.1942)
- другие медали

## Отзывы
Литературовед, литературный критик, журналист, писатель и публицист Б. Г. Яковлев отмечал: 

В нашей команде был и Борис Сергеевич Рюриков, известнейший литературный критик и публицист, многие годы работавший главным редактором «Литературной газеты» и журнала «Иностранная литература», — человек исключительной компетентности и к тому же — порядочности и скромности.